# Мента (напитка)
Ментата е алкохолна напитка от рода на ликьорите, разпространено в България.
Обикновено алкохолното съдържание е около 25%. Това е традиционно питие в България – сред най-популярните и обичани алкохолни питиета. Днес в търговските мрежи се продава „бяла“ (безцветна) и традиционната зелена напитка (чийто цвят може да е естествен резултат от накисването на сухи листа от мента в алкохол от зърнени култури за няколко седмици или от добавяне на оцветители).
Първоначално е произвеждана от естествени продукти, сред които листата на корсиканската мента, а приготвянето на напитката е включвало филтриране на течността и добавяне на захар на финала.